# Abdellah Mohia
Abdellah Mohia in arte Mohya o Muhend U Yahia (Iâzzugen, 1º novembre 1950 – Parigi, 7 dicembre 2004) è stato uno scrittore, poeta, drammaturgo e traduttore algerino.

## Vita
Nato a Iâzzugen (Azazga, Cabilia), Algeria, dopo l'infanzia al villaggio, si trasferì con la famiglia a Tizi-Ouzou, nel cui liceo conseguì la maturità (il "bac") nel 1968. Passato all'Università di Algeri, dove si è laureato in matematica nel 1972, ha frequenta regolarmente i corsi di berbero che Mouloud Mammeri teneva in quegli anni in via ufficiosa, ed ha cominciato a far conoscere le sue prime poesie, tra cui Ayen bghigh, composta intorno al 1970.
Nel 1973 si trasferì in Francia (prima a Strasburgo e poi a Parigi) per completare i suoi studi. A Parigi entrò subito a far parte dell'Académie Berbère animando il "Gruppo di Studi Berberi" costituitosi in quegli anni all'università di Vincennes (Paris VIII).
Tra le numerose iniziative cui diede vita nei primi anni in Francia vi sono:
- il bollettino Afudh ikhadamen ("la tribuna dei lavoratori");
- la cooperativa Imadyazen ("i poeti"), che riuniva diversi amici, anch'essi matematici, come Ben Belkacem, Ramdane Achab, e pubblicò libri ed anche dischi di autori di successo come Ferhat Imazighen Imoula;
- il Bulletin d'Etudes Berbères (BEB), espressione del Groupe d'Etudes Berbères di Vincennes;
- la rivista Tisuraf ("tracce"), che riprenderà l'eredità del BEB.

Dopo la primavera berbera del 1980, sentì sempre più urgente la necessità di integrare il mondo berbero nella galassia Gutenberg e moltiplicò i propri lavori di traduzione/adattamento in cabilo di testi letterari dei più svariati autori (vedere la lista più avanti).
Personalità tanto attiva e geniale quanto modesta e riservata, Mohia si mantenne sempre appartato, senza concedersi all'ostentazione. Per molto tempo visse gestendo un negozio di alimentari. Il suo impegno per la causa del riconoscimento della lingua e cultura berbera in Algeria si concretizzò nell'oscuro lavoro di produzione letteraria che aveva grande successo e trovava grande diffusione presso il pubblico, ma era affidata di norma a mezzi improvvisati (ciclostilati, cassette audio), e non a pubblicazioni presso grandi editori. Inoltre, teneva spesso dei corsi di berbero all'ACB (Association Culturelle Berbère) di Parigi.
Colpito da un grave tumore, Mohia si spegneva prematuramente a Parigi il 7 dicembre 2004.

## Opere

### Opere teatrali da lui tradotte e /o adattate
Jean-Paul Sartre
- " Morts sans sépulture" (parzialmente pubblicato in: BEB II/2, 1973, pp. 17–27).
- "La pute respectueuse" (in collaborazione con Mumuh Loukad)

Bertold Brecht 
- Llem-ik, ddu d ud'ar-ik ("L'exception et la règle", "L'eccezione e la regola") - 1974, Tizrigin Tala (=Edizioni Tala) 42 p.
- Aneggaru ad yerr tabburt ("La décision", "Linea di condotta") - 1975 [pubbl. in due parti su BEB nº 11, (1977), pp. 63–83]

Lu Xun
- Muhend U Caaban ("Le ressuscité", "Il resuscitato") - 1980 [Estratti pubblicati su Tiddukla nº6/7 e 8. Prodotto come film dalle Editions Berbères, 1992]
- Muh Terri ("La veritable histoire d' Ah Q", "La vera storia di Ah Q") - 1983 [diffuso su audiocassetta]

Luigi Pirandello
- Tacbaylit ("La giara") - 1982

Alfred Jarry
- Ahbibi ("Ubu Roi", "Ubu Re") - 1984

Molière
- Si Partuf  ("Tartuffe") -1984
- Si Lehlu ("Le médecin malgré lui") - 1986 [pubbl. sulla rivista Awal 2 (1986), pp. 145–156 e 3 (1987), pp. 147–190]
- "Les fourberies de Scapin" (inedito)
- "Le malade imaginaire" (inedito)

Samuel Beckett
- Am win yettrajun Rebbi ("En attendant Godot", "Aspettando Godot") - 1985

Sławomir Mrożek
- Sin-enni ("Emigrés", "Emigranti") - 1991 [eseguito nel 1991 al Teatro regionale di Bugia dalla compagnia di Fellag]

Teatro francese del Medioevo
- Sinistri ("La farce de Maître Pathelin", anonimo 1464) [diffusa sotto forma di 2 audiocassette]

Nikolaj Ėrdman
- Axir akka, wala deg uzekka ("Le suicidé" )

Jules Romains
- "Knock" ("Knock, ovvero il trionfo della medicina") (inedito)

#### Adattamenti incompiuti da autori greci
Platone
- Gorgia

Senofonte
- Memorabilia

Sofocle
- Edipo re

### Poesie
- Mazal lxir ar zdat, supplemento a Tisuraf, dicembre 1978, 66 p.

(raccolta di poesie tradotte da: J. Prevert, G. Brassens, B. Brecht, G. Servat, J. Ferrat, W. Blake, B. Vian, J. Brel, E. Pottier, J.-B. Clément, F. Leclerc, P. J. Béranger, J. Beaucarne, oltre a brani di Fedro e di autori anonimi)

#### Poesie messe poi in musica
- Ayen bghigh ("Ciò che amo" 1970), cantata poi (Ayen righ) dal gruppo Imazighen Imoula, con Ferhat
- Tahya Barzidan ("Evviva il presidente!") - Ferhat
- Ammarezg-nnegh! ("Come siamo fortunati!") - Ferhat
- Amezzarti	 (trad. di "Le Déserteur" di Boris Vian) - Ferhat
- A win iheddren fell-i - Takfarinas
- Ad'ellaâ iqqersen - Malika Domrane
- Ay arrac-nnegh - Idir
- Ad ghregh di lakul - Slimane Chabi
- Muh en Muh (trad. di "Pauvre Martin" di Georges Brassens) - Djurdjura
- Werjeji  (trad. di "La cicala e la formica" di La Fontaine) - troupe Debza
- Ah ya ddin Qessam (adattam. di "Merde à Vauban" di Pierre Seghers cantata da Léo Ferré) - Ali Ideflawen

#### Altre poesie
- Tarebget
- Tagerfa d ubaragh (trad. di "Il corvo e la volpe" di La Fontaine, inserita nel lavoro teatrale Sinistri)

### Racconti
Sono state incise almeno 5 cassette audio di suoi racconti:
- Tamacahut n Iqannan ("Storia dei nani")
- Tamacahut n ileghman ("Storia dei cammelli")
- Tamacahut n yeghyal ("Storia degli asini")
- Asmi nxeddem le théâtre ("Quando facevamo teatro")
- Wwet! ("Picchia!")
- si calcola che almeno un'altra decina di racconti siano rimasti inediti.

### Raccolte di testi orali tradizionali
- Akken qqaren medden (Inhisen) ("Così si suol dire (proverbi)"), Supplemento alla rivista Tisuraf, novembre 1978, 217 p.
- Tiqdimin ("racconti tradizionali"), in: 
  - BEB nº 11, 1977, pp. 85–88 (10 brani);
  - Tisuraf nº 1, 1978, pp. 93–98, (13 brani);
  - Tisuraf nº 3, 1979, pp. 57–62, (13 brani)

### Altri adattamenti e traduzioni
L'inventario di tutte le traduzioni composte da Mohia è tuttora assai lacunoso, visto lo stato di estrema precarietà della sua produzione, prevalentemente limitata ad una ristretta cerchia di amici e familiari.  È certo che si cimentò anche con novelle di Singer e di Maupassant, con poesie di Nazım Hikmet, e un testo di Voltaire
(Muhend u Caâban mi yea taxsayt, da Memnon ou la sagesse humaine, registrato anche in cassetta).
La sua poesia 1º novembre iâeddan ("è passato il 1º novembre") si è ispirata ai giochi di parole di Raymond Queneau, mentre vi è incertezza sulle fonti di Tamacahut n Ganuc asmi yeznuz is3aren (forse ispirato al teatro di Guignol), Tamacahut n warraw n wehmam aârab ("I ragazzi dei bagni turchi") e del monologo Targit ("il sogno").
Inoltre, ha adattato in cabilo la sceneggiatura del film The night of the hunter ("La morte corre sul fiume") di Charles Laughton (interpretato da Robert Mitchum) e ha tradotto un'avventura dei fumetti di Asterix (Asterix e il regalo di Cesare).